# Don't Smile at Me
„Don't Smile at Me“ е EP и дебютният албум на американската певица Били Айлиш. Албумът е издаден на 11 август 2017 от Interscope Records. Албумът дебютира под номер 14 в Билборд 200. От албума са издадени 7 сингъла: Ocean Eyes, Bellyache, Watch, Copycat, Idontwannabeyouanymore, My Boy и Party Favor.

## Списък с песните

### Оригинален траклист
1. „Copycat“ – 3:13
2. „Idontwannabeyouanymore“ – 3:23
3. „My Boy“ – 2:50
4. „Watch“ – 2:58
5. „Party Favor“ – 3:25
6. „Bellyache“ – 3:00
7. „Ocean Eyes“ – 3:20
8. „Hostage“ – 3:48

### Декемврийско издание
1. „&Burn“ (с Винс Стейпълс)	– 2:59

### Разширено издание
1. „Lovely“ (с Халид) – 3:20
2. „Bitches Broken Hearts“ – 2:56

### Японско издание
1. „Bellyache“ (ремикс на Мариан Хил) – 3:41
2. „Copycat“ (ремикс на Софи Тъкър)	– 3:19
3. „MyBoi“ (ремикс на Тройбой) – 3:31

### Японско пълно издание (диск 2)
1. „Idontwannabeyouanymore“ (видеоклип) – 3:23
2. „Watch“ (видеоклип) – 3:19
3. „Bellyache“ (видеоклип) – 3:31
4. „Ocean Eyes“ (видеоклип)
5. „Hostage“ (видеоклип) – 3:53
6. „Lovely“ (с Халид) (видеоклип) – 3:19